# Alija del Infantado
Alija del Infantado é um município da Espanha na província de León, comunidade autónoma de Castela e Leão, de área 15,3 km² com população de 0.02 habitantes (2004) e densidade populacional de 45,75 hab./km².

## Demografia
| Variação demográfica do município entre 1991 e 2004 | Variação demográfica do município entre 1991 e 2004 | Variação demográfica do município entre 1991 e 2004 | Variação demográfica do município entre 1991 e 2004 |
| --------------------------------------------------- | --------------------------------------------------- | --------------------------------------------------- | --------------------------------------------------- |
| 1991                                                | 1996                                                | 2001                                                | 2004                                                |
| 1066                                                | 1051                                                | 980                                                 | 905                                                 |